# Gestamp Automoción

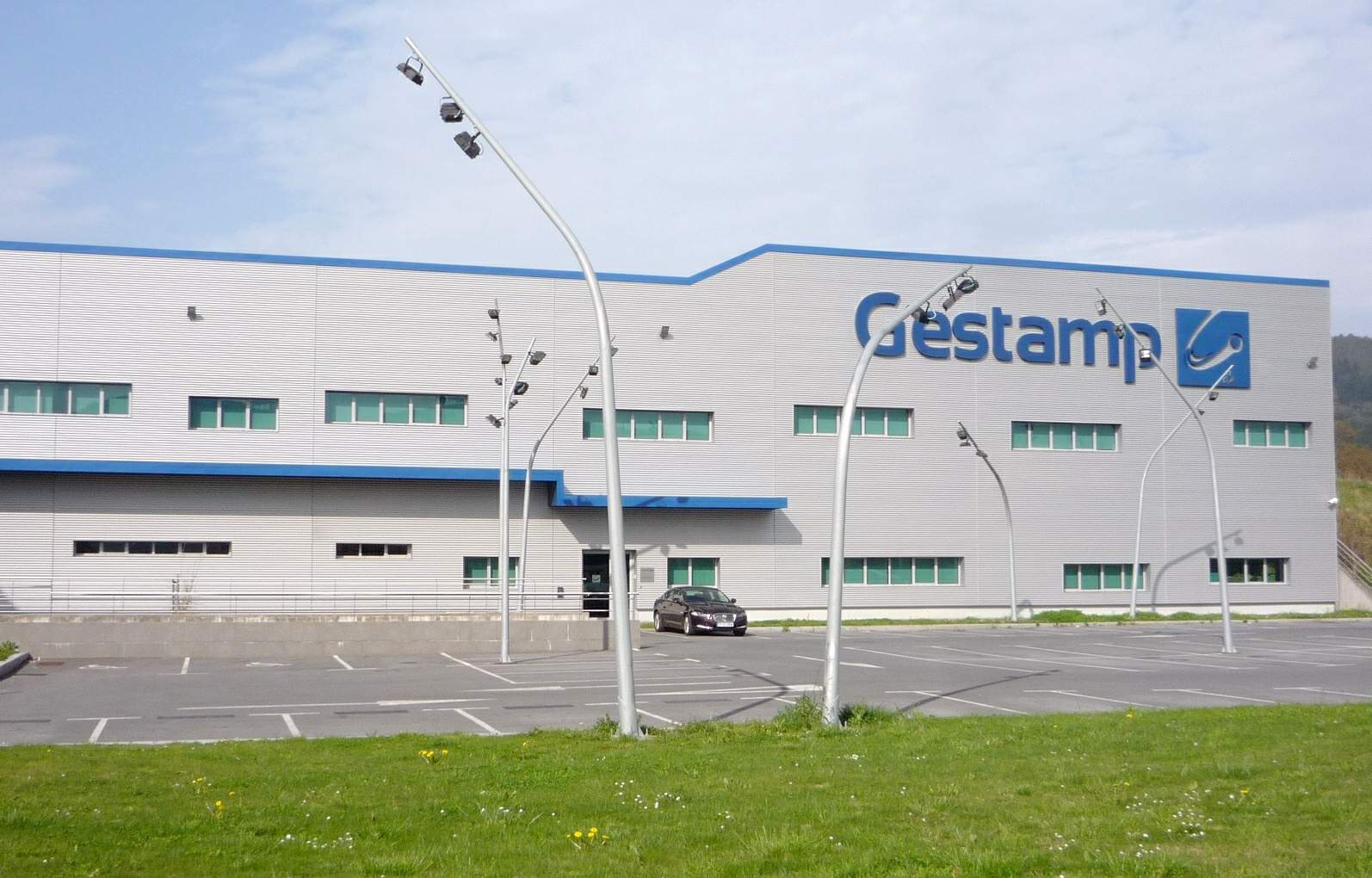
Edificio de Gestamp Tool Hardening, SL, en el Parque Científico y Tecnológico de Bizkaia

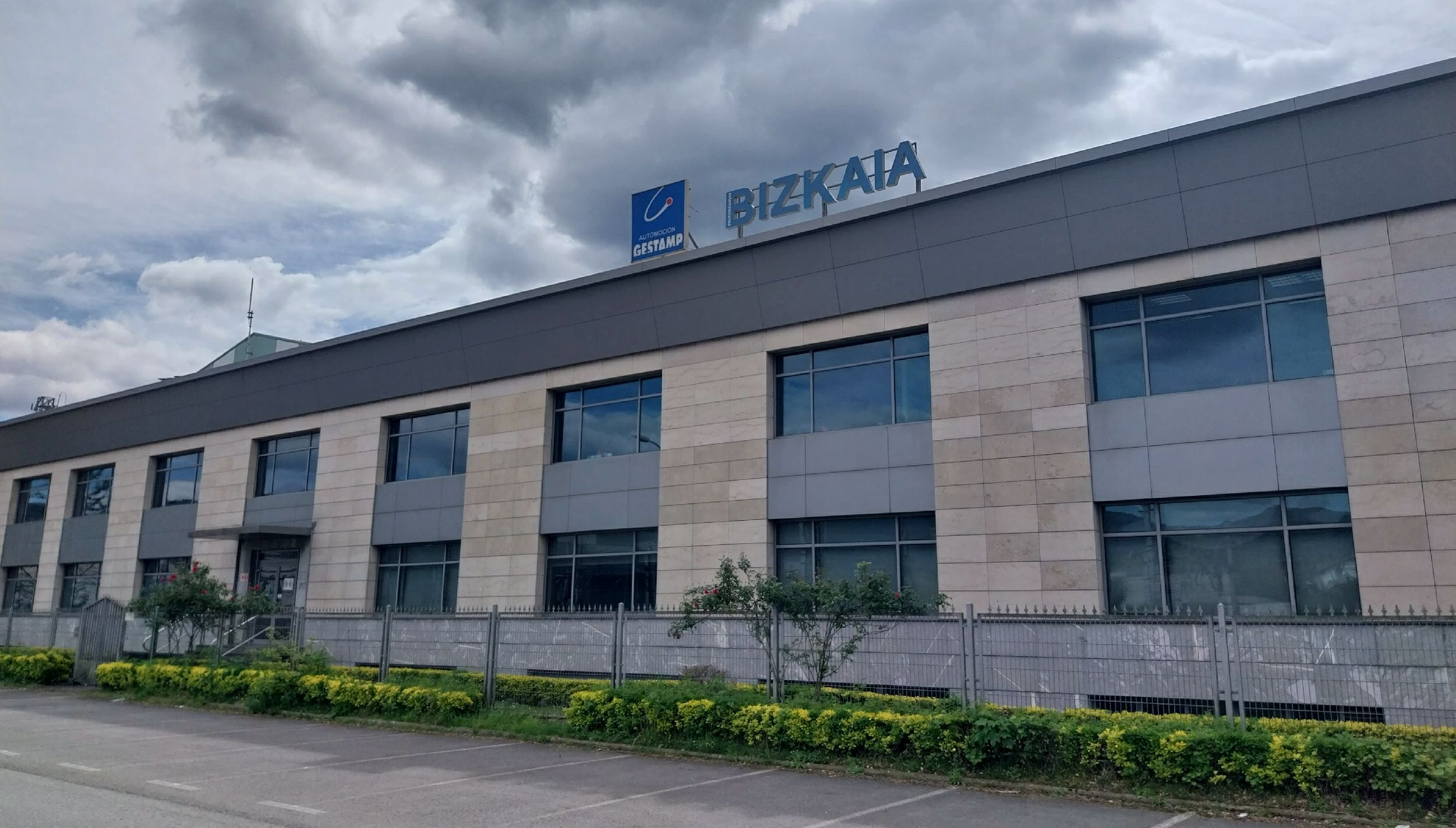
Planta de producción de Gestamp Bizkaia en Abadiño, Vizcaya

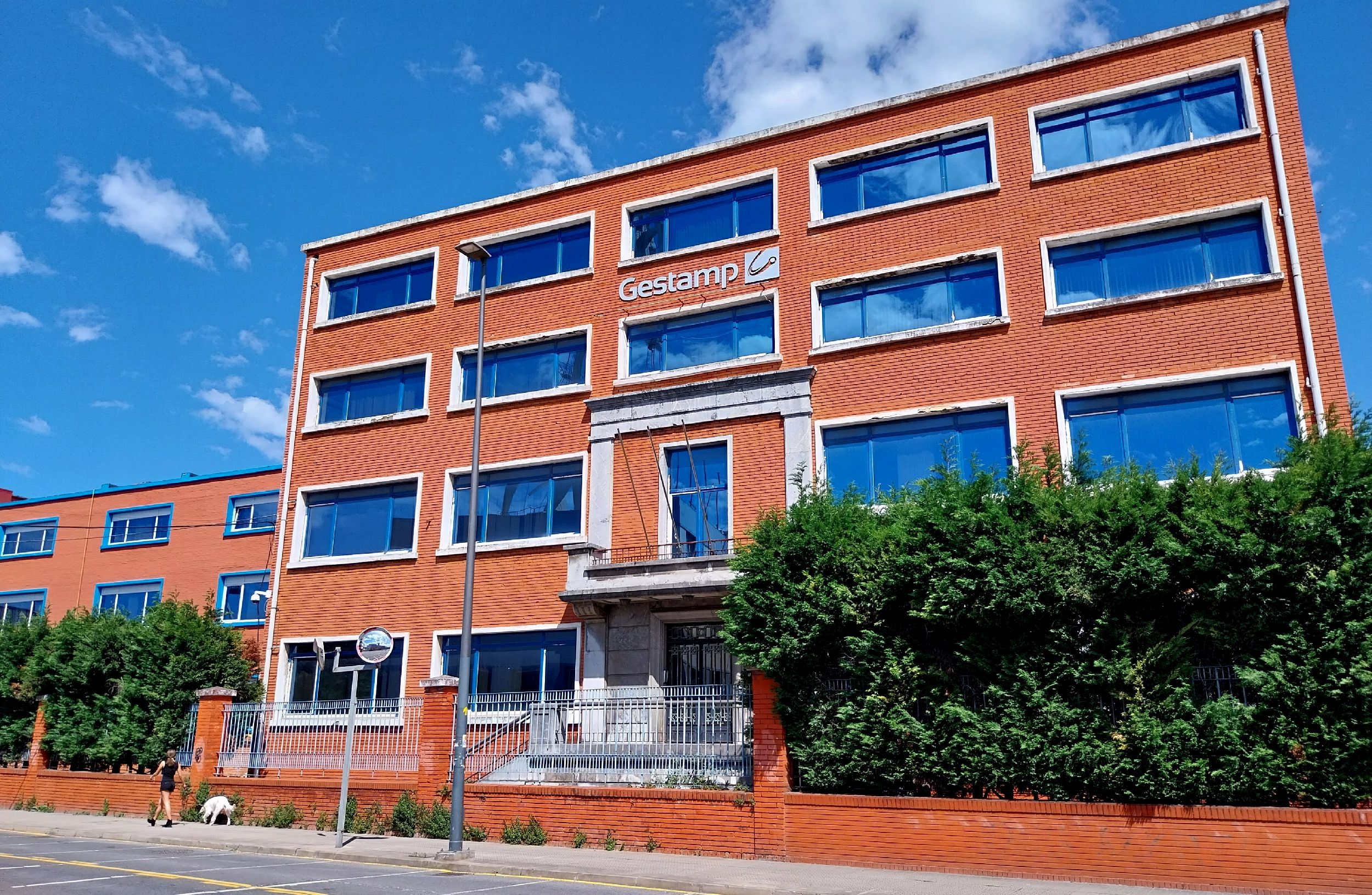
Instalaciones de Gestamp Tooling en Erandio, Vizcaya

Gestamp es una multinacional española especializada en el diseño, desarrollo y fabricación de componentes metálicos de alta ingeniería para la industria de la automoción. Fundada en 1997, la compañía tiene presencia en más de 20 países y colabora con los principales fabricantes de vehículos a nivel mundial.

## Historia
Gestamp fue fundada en 1997 por Francisco Riberas Pampliega, quien previamente había establecido Gonvarri, una empresa dedicada a la transformación del acero. Desde sus inicios, Gestamp se enfocó en suministrar componentes metálicos a fabricantes de automóviles, expandiéndose rápidamente a nivel internacional.
En 2004, la compañía adquirió el grupo sueco Hardtech, especializado en estampación en caliente, fortaleciendo así su posición tecnológica. En 2010, Gestamp incorporó a su estructura el grupo alemán Edscha, especializado en sistemas de cierre para automóviles. Al año siguiente, en 2011, adquirió la división de estampación en frío de ThyssenKrupp, ampliando su presencia en Europa y América.
La compañía ha continuado su expansión global, estableciendo plantas de producción y centros de I+D en diversas regiones, incluyendo Asia, América y Europa del Este.

## Estructura y presencia global
Gestamp cuenta con más de 100 plantas de producción y 13 centros de investigación y desarrollo distribuidos en 24 países. La sede central se encuentra en Madrid, España. La compañía emplea a más de 43.000 personas a nivel mundial, con una presencia significativa en Europa, América y Asia.

## Resultados financieros
En 2023, Gestamp alcanzó ingresos récord de 12.274 millones de euros, con un beneficio neto de 281 millones de euros. Sin embargo, en 2024, la compañía registró ingresos de 12.001 millones de euros y un beneficio neto de 188 millones de euros, en un contexto de mercado adverso y volátil.

## Innovación y sostenibilidad
Gestamp ha invertido significativamente en innovación, enfocándose en el desarrollo de soluciones para vehículos eléctricos y en la mejora de la eficiencia energética. En 2023, los ingresos relacionados con el vehículo eléctrico representaron el 20% de las ventas de componentes de automoción del grupo. La compañía también ha establecido alianzas para promover el uso de acero de bajas emisiones y fomentar la economía circular en su cadena de suministro.